# Vannavalen
Vannavalen est une localité du comté de Troms, en Norvège.

## Géographie
Administrativement, Vannavalen fait partie de la kommune de Karlsøy.